# Fabien Centonze
Fabien Centonze (sinh ngày 16 tháng 1 năm 1996) là một cầu thủ bóng đá người Pháp đang thi đấu ở vị trí hậu vệ cánh phải cho câu lạc bộ Hellas Verona tại Serie A, theo dạng cho mượn từ Nantes. Trước đây, anh ta đã từng thi đấu cho Evian Thonon Gaillard, Clermont Foot, Lens, và Metz.